# Hofstelle Schulze-Holmer
Die Hofstelle Schulze-Holmer in Samern unweit des Samerott zählt zu den bedeutenden ländlichen Baudenkmalen der Grafschaft Bentheim. Das Anwesen steht unter Denkmalschutz, die aufwändig sanierten Stallungsgebäude werden heute unter anderem für Ausstellungen genutzt.

## Geschichte
Die älteste bekannte urkundliche Erwähnung des Hofes stammt aus dem Jahr 1213. Hier spielte die Geschichte der Anna Holmer, die in die Regionalliteratur mit der Sage „Anna Holmer oder die Wiedertäufer“ von Arnold Fokke und der Erzählung „Heil'ge Feuer“ (1950) von Heinrich Specht Eingang gefunden hat.
Der Sage zufolge soll sich in dem ausgehöhlten mächtigen Rabenbaum im Samerott 1535 der auf der Flucht vor den Häschern des Bischofs von Münster befindliche Täufer Jan Kuiper versteckt haben, bevor er von Malbauern entdeckt wurde, die ihn auf der Hofstelle versteckten. Dort habe sich Anna Holmer, Tochter des Malbauern und entlaufene Nonne, in ihn verliebt. Später soll Kuiper sich am Aufbau der Widerstandsgruppe Batenburger beteiligt haben, die in der Nachfolge der Münsteraner Täufer in der weiteren Umgebung von Emlichheim Angriffe auf herrschaftlichen Besitz organisierte.
Der Hausforscher Gerhard Eitzen zählte den Hof in einer Schrift von 1954 „zu den schönsten und stattlichsten Höfen der Grafschaft“.
Von dem aus dem 16. und 17. Jahrhundert stammenden Hofensemble konnten sechs Nebengebäude erhalten und 2011 aufwändig saniert werden. Im „Neuen Speicher“ wurde ein kleines Museum eingerichtet, das auch für Ausstellungen genutzt wird. Der benachbarte Schafstall beherbergt einen Teil des „Raumsichten“-Projekts „Topographie der Gemeinheit“ von Christoph Schäfer.